# Carl Starfelt
Carl Starfelt (Estocolmo, 1 de junio de 1995) es un futbolista sueco que juega en la demarcación de defensa para el R. C. Celta de Vigo de la Primera División de España.

## Selección nacional
Tras jugar con la selección de fútbol sub-19 de Suecia, finalmente hizo su debut con la selección absoluta el 8 de octubre de 2020 en un partido amistoso contra Rusia que finalizó con un resultado de 1-2 a favor del combinado sueco tras el gol de Aleksandr Sobolev para Rusia, y de Alexander Isak y Mattias Johansson para Suecia.

## Clubes
| Club                | País    | Año       | Partidos | Goles |
| ------------------- | ------- | --------- | -------- | ----- |
| IF Brommapojkarna   | Suecia  | 2013-2017 | 101      | 2     |
| IFK Göteborg        | Suecia  | 2018-2019 | 48       | 1     |
| F. C. Rubin Kazán   | Rusia   | 2019-2021 | 42       | 3     |
| Celtic F. C.        | Escocia | 2021-2023 | 87       | 3     |
| R. C. Celta de Vigo | España  | 2023-     | 60       | 2     |

## Palmarés

### Campeonatos nacionales
| Título                     | Club              | País    | Año  |
| -------------------------- | ----------------- | ------- | ---- |
| Superettan                 | IF Brommapojkarna | Suecia  | 2017 |
| Copa de la Liga de Escocia | Celtic F. C.      | Escocia | 2022 |
| Scottish Premiership       | Celtic F. C.      | Escocia | 2022 |
| Copa de la Liga de Escocia | Celtic F. C.      | Escocia | 2023 |
| Scottish Premiership       | Celtic F. C.      | Escocia | 2023 |
| Copa de Escocia            | Celtic F. C.      | Escocia | 2023 |